# Aparat de respirat cu aer comprimat

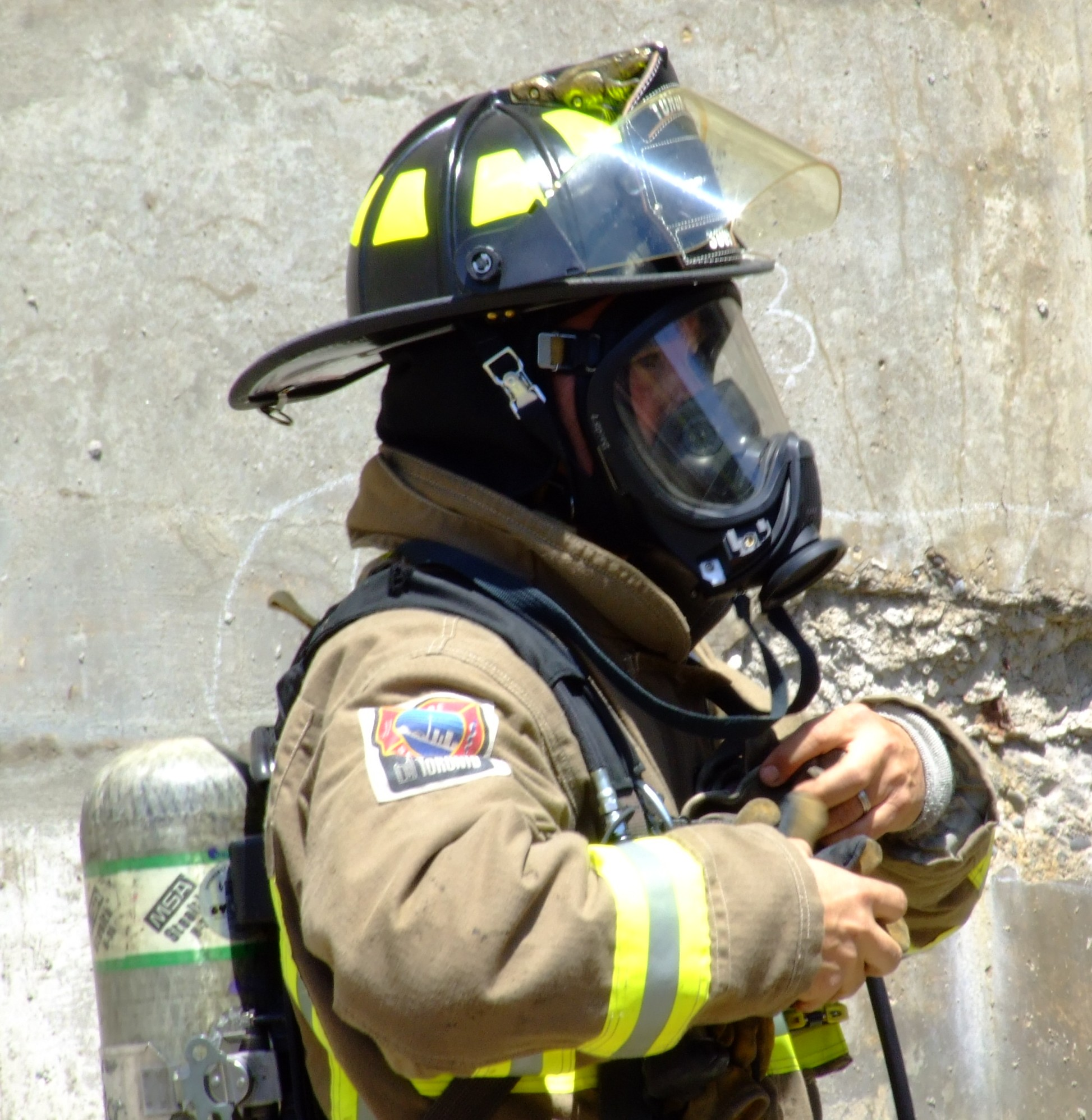
Pompier din Toronto purtând un aparat de respirat de aer comprimat

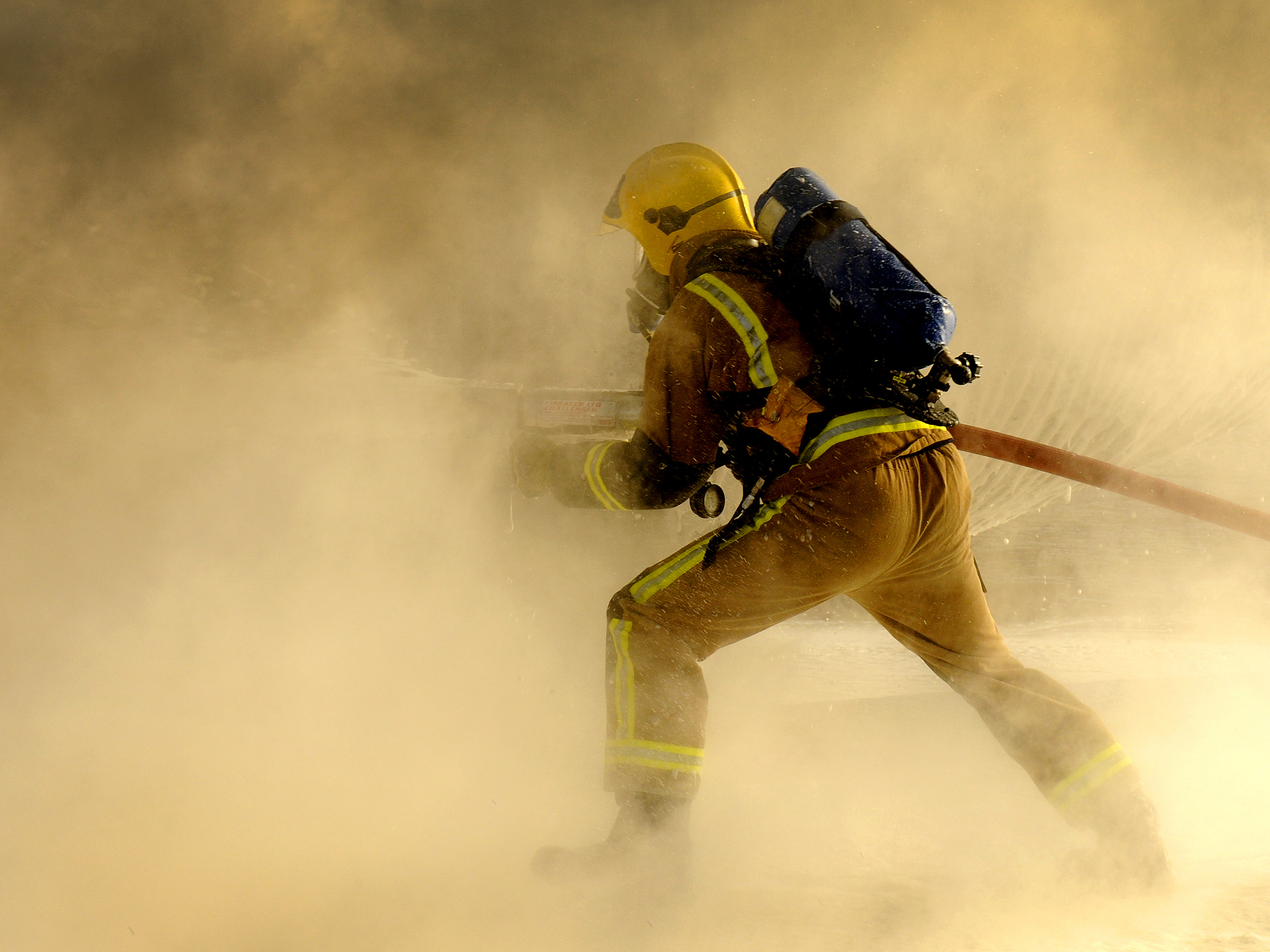
Pompierul este în acțiune într-o atmosferă cu fum și gaze, unde este deficit de oxigen, dar pentru respirație este ajutat de aparatul de respirat care este pe spate acestuia

Un aparat de respirat cu aer comprimat este un tip  de aparat de respirat izolant (caracterizat prin izolarea completă a respirației purtătorului față de mediul ambiant), care face parte din echipamentul de protecție individuală utilizat în diverse situații. 

## Scopul
Scopul este acela de a oferi purtătorului o protecție sporită a căilor respiratorii în zone toxice, cu fum sau conținut redus de oxigen (cum sunt situațiile specifice activității pompierilor), prin menținerea pe tot parcursul ciclului respirator a unei presiuni ridicate în masca facială.
Aparatele cu aer comprimat  sunt construite cu circuit deschis și, funcționează pe principiul descărcării aerului dintr-un recipient de stocare sub presiune printr-un sistem automat, expirația făcându-se în atmosfera. 